# Dąbrówka (powiat wieruszowski)
Dąbrówka – wieś w Polsce położona w województwie łódzkim, w powiecie wieruszowskim, w gminie Galewice. Miejscowość wchodzi w skład sołectwa Dąbie.
W 2004 roku w Dąbrówce mieszkało 41 osób.
W latach 1975–1998 miejscowość należała administracyjnie do województwa kaliskiego.